# Mocean Worker
Mocean Worker is de opname-alias van de in Philadelphia geboren Amerikaanse jazzmuzikant (basgitaar, zang), songwriter en producent Adam Dorn.

## Biografie
De in Philadelphia geboren Adam Dorn is de zoon van de beroemde jazz- en r&b-producent Joel Dorn. Hij groeide op rond de jazz- en r&b-schijven, die zijn vader in de jaren 1960 en 1970 produceerde voor Atlantic Records. Op 15-jarige leeftijd stuurde hij een fanbrief naar bassist Marcus Miller. Toen Miller reageerde en Dorn uitnodigde om langs de studio te komen, veranderde één bezoek in drie jaar, waarin hij rondhing met de artiesten David Sanborn, Luther Vandross en Miles Davis. Dorn is bassist en zanger. Hij studeerde aan het Berklee College of Music in Boston. Dorn nam de bijnaam Mocean Worker over als dj van drum-'n-bass-muziek. Het project kwam bijna per ongeluk tot stand, de resultaten van een reeks halfserieuze opnamesessies. Sinds het uitbrengen van zijn eerste album Home Movies from the Brain Forest, varieerde de stijl van een drum 'n' bass-geluid tot een jazz-georiënteerd dansgeluid, dat sommigen electroswing noemen, met elementen van funk, bigband en swing. Dorn woont momenteel in Los Angeles, na bijna 25 jaar in New York te hebben gewoond.
In 2008 leidde Dorn een achtkoppige band met enkele van de meest gerespecteerde soul- en funkspelers van New York. Samengesteld door Dorn om de breakbeat jazz-stijlen van de Mocean Worker studioalbums tot leven te brengen, gaf de groep een reeks spraakmakende optredens, waaronder Bumbershoot, Burlington Discover Jazz Festival en een residentie op de locatie Nublu in New York. De muziek van Dorn is op grote schaal gebruikt in tv, reclame en film, waaronder Tres Tres Chic in The Devil Wears Prada en The Pink Panther, Chick a Boom Boom Boom in Inside Deep Throat, Reykjavak in The Namesake en Right Now in Client 9: The Rise and Fall of Elliot Spitzer. Hij scoorde ook met de Showtime/BBC-filmdocumentaire Richard Pryor: Omit the Logic over het leven van komiek/acteur Richard Pryor. Bovendien was zijn nummer Intothinair van het album Aural and Hearty te zien in de film The Bourne Supremacy. Begin 2014 lanceerden Dorn en partner Charlie Hunter de podcast Compared To What, met gesprekken met een grote verscheidenheid aan mensen. Er was ook een plotselinge interesse in de Japanse markt voor het geluid van Mocean Worker. In februari 2014 bracht Dorn het album It's Pronounced Motion ... uit met wat nieuw en niet eerder uitgebracht materiaal in Japan via het Voil-label.

## Discografie

### Albums
- 1998: Home Movies from the Brain Forest
- 1999: Mixed Emotional Features
- 2000: Aural & Hearty
- 2004: Enter the Mowo!
- 2007: Cinco de Mowo!
- 2011: Candygram for Mowo!
- 2014: It's Pronounced Motion... – Hits-compilatie met drie nieuwe nummers (Piano Boogie, Easy Does It Baby, The Sky Is Black) en een die zou verschijnen op zijn volgende album Now That's What I'm Talkin' Bout)
- 2015: Mocean Worker (digitaal uitgebracht, gepland voor fysieke publicatie op 5 februari 2016)

### Singles en ep's
- 1998: Detonator (bevat een remix van DJ Trace); een van de cd-versies bevat ook het nummer Counts, Dukes & Strays van Mixed Emotional Features en twee versies van het titelnummer
- 1998: Diagnosis / Boba Fett
- 1999: Times of Danger / Heaven @ 12:07 (bevat een remix van Heaven @ 12:07 door Technical Itch); de cd-versie bevat ook het nummer René M van  Mixed Emotional Features
- 2000: Intothinair (bevat remixes door Joshua Ryan en John Selway)
- 2009: Shake Ya Boogie – The Remix EP (digitaal uitgebracht) bevat remixes door Ursula 1000, Count de Money en Bill Hamel.
- 2012: Shooby Shooby Do Yah! – The Remixes! (digitaal uitgebracht) bevat remixes door Questionable Sound Corp, Neanderthals With Technology, Techdef en Choppertone.
- 2012: Beats, Rhymes and Strife (digitaal uitgebracht)

### Remixes
- 2002: Tenacious D – Explosivo (Mocean Worker's Megamix) op de ep D Fun Pak
- 2003, 2005: Cathedral Brass – Joy to the World op de albums Christmas Remixed - Holiday Classics Re-Grooved en Holiday Remixed
- 2004, 2005: Charles Wright & the Watts 103rd Street Rhythm Band – Express Yourself op What Is Hip?: Remix Project, Vol. 1, Express Yourself - ep en Mr. and Mrs. Smith soundtrack
- 2005: Rare Earth – I Just Want to Celebrate op het album Motown Remixed
- 2006: Nina Simone – Go to Hell op het album Nina Simone Remixed and Reimagined
- 2006: Herb Alpert – Bittersweet Samba op het album Whipped Cream and Other Delights Rewhipped
- 2008: Marvin Gaye – Here, My Dear op het album Here, My Dear Expanded Edition
- 2008: Alice Russell – All Alone op het album Pot of Gold (Remixes) Volume 1
- 2009: Johnny Cash – Hey Porter op het album Johnny Cash Remixed
- 2010: Keely Smith – What Is This Thing Called Love? op het album Electro Lounge, Vol. 2
- 2012: Lyrics Born – Coulda Woulda Shoulda op het album As 'U Were (remixes)
- 2012: Ramin Sakurai – Brace Yourselves (feat. Elan Atias) (toegeschreven aan Mocean Worker met Supreme Beings of Leisure)
- 2014: Harry Goes A Courtin' (The Mowo! Live Hootenanny Throw-Down) op The Harry Smith Project Anthology of American Folk Music Revisited
- 2014: Soft Touch – Swim in the Night (feat. Silya) op Swim in the Night feat. Silya (remixes)

### Compilaties
- 1999: Groove Jammy, Vol. 2 – Lighten Up Francis
- 2000: Sound and Motion, Vol 1 – Detonator
- 2004: Pink Panther's Penthouse Party – Tres Tres Chic
- 2004: Starbucks: Hear Music Playlist Volume 3 – Right Now
- 2004: WFUV: City Folk Live VII – Right Now
- 2004: Jazz Lounge, Vol. 2 – Right Now
- 2005: Ultra Chilled 05 – Right Now
- 2005: Oliver Peoples 4 – Shamma Lamma Ding Dong
- 2005: Inside Deep Throat Soundtrack – Chick a Boom Boom Boom
- 2006: The Devil Wears Prada Soundtrack (Warner Bros./Wea) – Tres Tres Chic
- 2008: Jazz&Milk Breaks – Shamma Lamma Ding Dong
- 2008: Sundown: Music for Unwinding – Changes
- 2013: Electro Swing Club, Vol. 1 – Shooby Shooby Do Yah!
- 2013: I Love Swing Music – Shooby Shooby Do Yah!

### Optredens
- Bird Up: The Charlie Parker Remix Project bevat twee tracks, geproduceerd en gebouwd door "Hal Willner's Whoops I'm an Indian", toegeschreven aan Hal Willner, Mocean Worker en Martin Brumbach. (De nummers zijn Salt Peanuts (The Mr. Peanut Chronicles) en All The Shadows Of Nuff)
- The 2009 John Foti album, Everybody's Coming to Town bevat de track I'm Just a Boy (feat. Mocean Worker)
- Hoewel het niet op de soundtrack-cd van de film staat, komt het nummer Intothinair wel voor in de film The Bourne Supremacy tijdens het clubcircuit in Moskou.
- In 2005 ondersteunde Mocean Worker Marcus Miller tijdens zijn rondreis door Japan. Ter voorbereiding betaalde Mocean Worker een buitensporig bedrag voor designerbroeken.
- Het nummer Right Now komt voor in een advertentie voor de Lincoln Navigator uit 2007 en ook in The Shower, een aflevering van Fox TV's The OC.
- Het nummer Tickle It komt voor in een aflevering van de tv-show CSI en wordt ook gebruikt als themamuziek voor de All Tech Considered-segmenten in de NPR-show All Things Considered.
- Het nummer Tickle it komt voor in de bekroonde onafhankelijke film Skills Like This.
- Het nummer Swagger was te horen in de aflevering van 19 december 2011 van de American Public Media-show Marketplace.

- Bibliothèque nationale de France: cb162053560 (data)
- Gemeinsame Normdatei: 135300479
- International Standard Name Identifier: 0000 0000 7854 1115
- MusicBrainz: 537a61fa-83cc-44da-831c-07477cb108e4
- Virtual International Authority File: 80093178
- WorldCat: E39PBJtX3vcmMPJwBHFRJyYMfq